# San Miguel (Arizona)
San Miguel – jednostka osadnicza w Stanach Zjednoczonych, w stanie Arizona, w hrabstwie Pima.